# Marimbula
Ne doit pas être confondu avec Marimba.

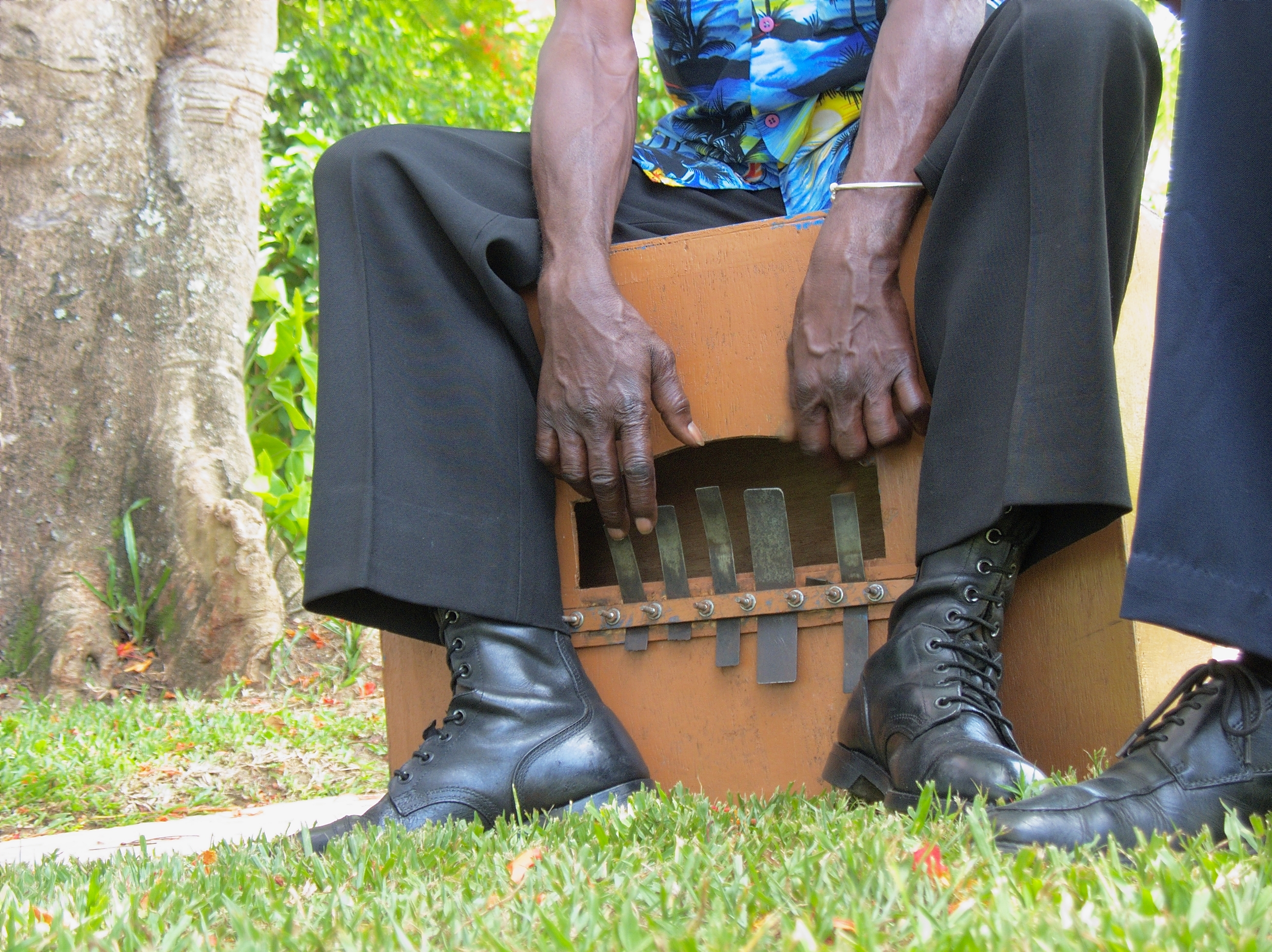
Joueur de marimbula.

La marimbula, marímbula ou basse kalimba est un instrument de musique originaire de Cuba (province d'Oriente au XIXe siècle). C'est un lamellophone qui ressemble à une grosse sanza africaine, dont elle est sans doute une  descendante. Son usage s'est répandu à toute la région des Caraïbes (manuba en Haïti) et à l'Amérique. Utilisée dans le mento où, jouant le rôle d'un lamellophone basse, elle a été largement enregistrée dans les années 1950 et 1970 et y est appelée rumba box ou thumb piano en Jamaïque.

## Facture
Sur une caisse de bois (parfois un simple cageot ou une boîte à cigares) faisant office de caisse de résonance, sont fixées des lames de métal (à l'origine en bois flexible, bambou, vieilles lames de rasoir ou ressorts), dont l'extrémité est relevée.
Les conceptions des marimbulas varient considérablement, en termes de matériel, résonateur, de nombre et d'arrangement des clefs, de taille et de la manière dont elle est jouée.

## Jeu
Le musicien fait vibrer les lames avec les doigts, et le son produit est amplifié par la caisse de bois, qui sert de résonateur. La longueur de la lame détermine la hauteur de la note. La caisse sert également de siège au musicien.
La marimbula est associée au son cubain, plus particulièrement au changüí. Elle sera remplacée par la contrebasse, qui permet de plus amples modulations. Elle sera adoptée en Jamaïque, dans le mento, sous le nom de rumba box.
À la différence des lamellophones africains originaux qui produisent une polyphonie complexe et des polyrythmies, la marimbula joue fondamentalement le rôle d'une guitare basse, pour fournir l'appui rythmique et harmonique pour un orchestre, bien qu'elle puisse produire tout aussi bien une mélodie simple.
Il est assez facile d'apprendre à jouer la marimbula, particulièrement pour ceux qui jouent déjà d'un autre instrument, puisque sa technique n'est pas complexe.

## Liens
- Marimbula Photos